# Marphysa tamurai
Marphysa tamurai är en ringmaskart som beskrevs av Toru Okuda 1934. Marphysa tamurai ingår i släktet Marphysa och familjen Eunicidae. Inga underarter finns listade i Catalogue of Life.